# Château des Tourelles
Lo Château des Tourelles è un edificio del XIII secolo situato nel comune di Vernon, nel dipartimento dell'Eure, in Normandia, Francia.
È stato classificato come monumento storico dal gennaio 1945.

## Posizione

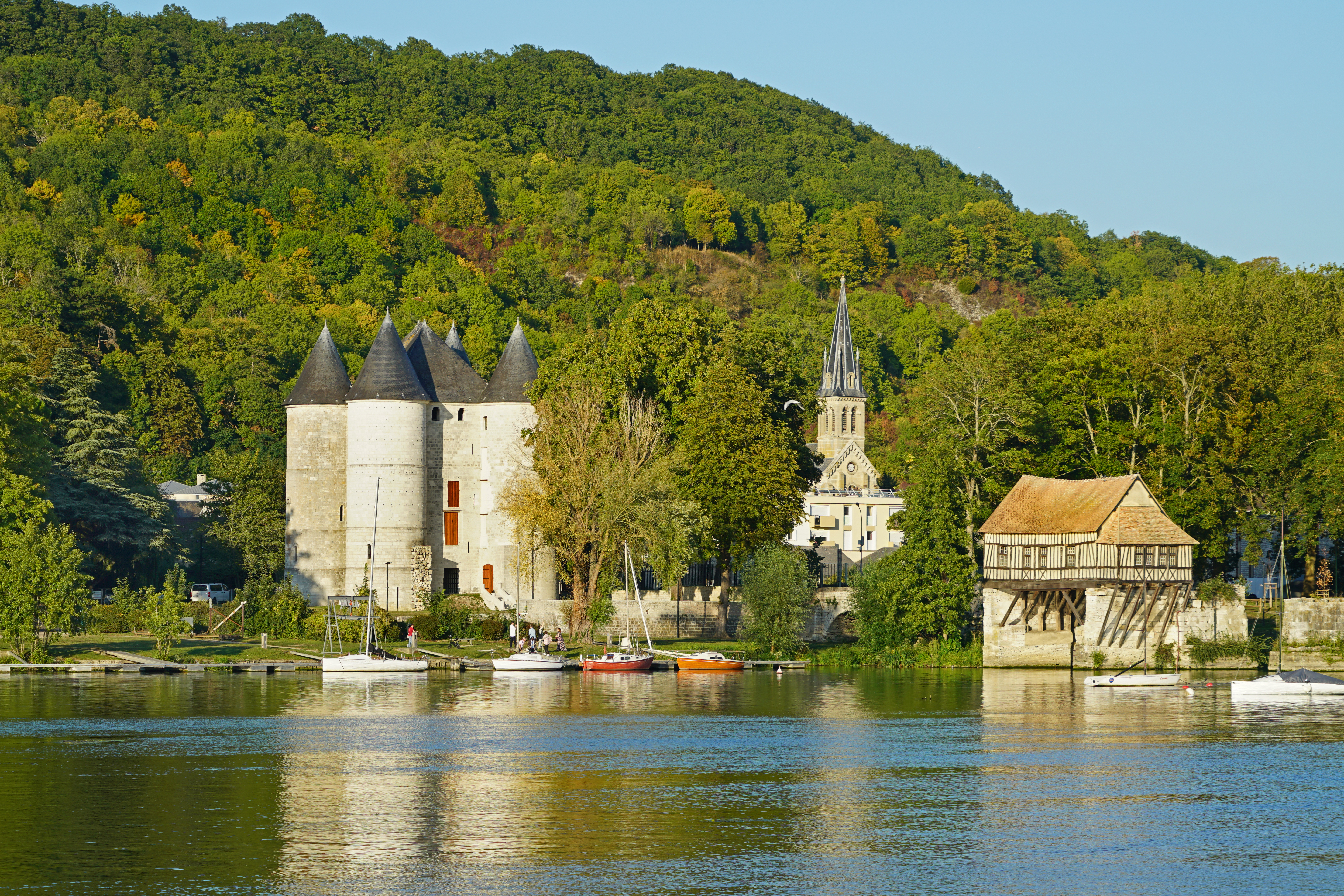
Lo château des Tourelles e il Vieux-Moulin a Vernon sul lungo Senna.

Lo Château des Tourelles si trova nel comune di Vernon, nella parte orientale del dipartimento dell'Eure, all'interno della regione naturale della Valle della Senna e della regione storica del Vexin Normand. Sorge nei pressi di Vieux-Moulin, sul bordo orientale della valle, tra il fiume e la collina che conduce all'altopiano del Vexin.

## Storia

### Costruzione

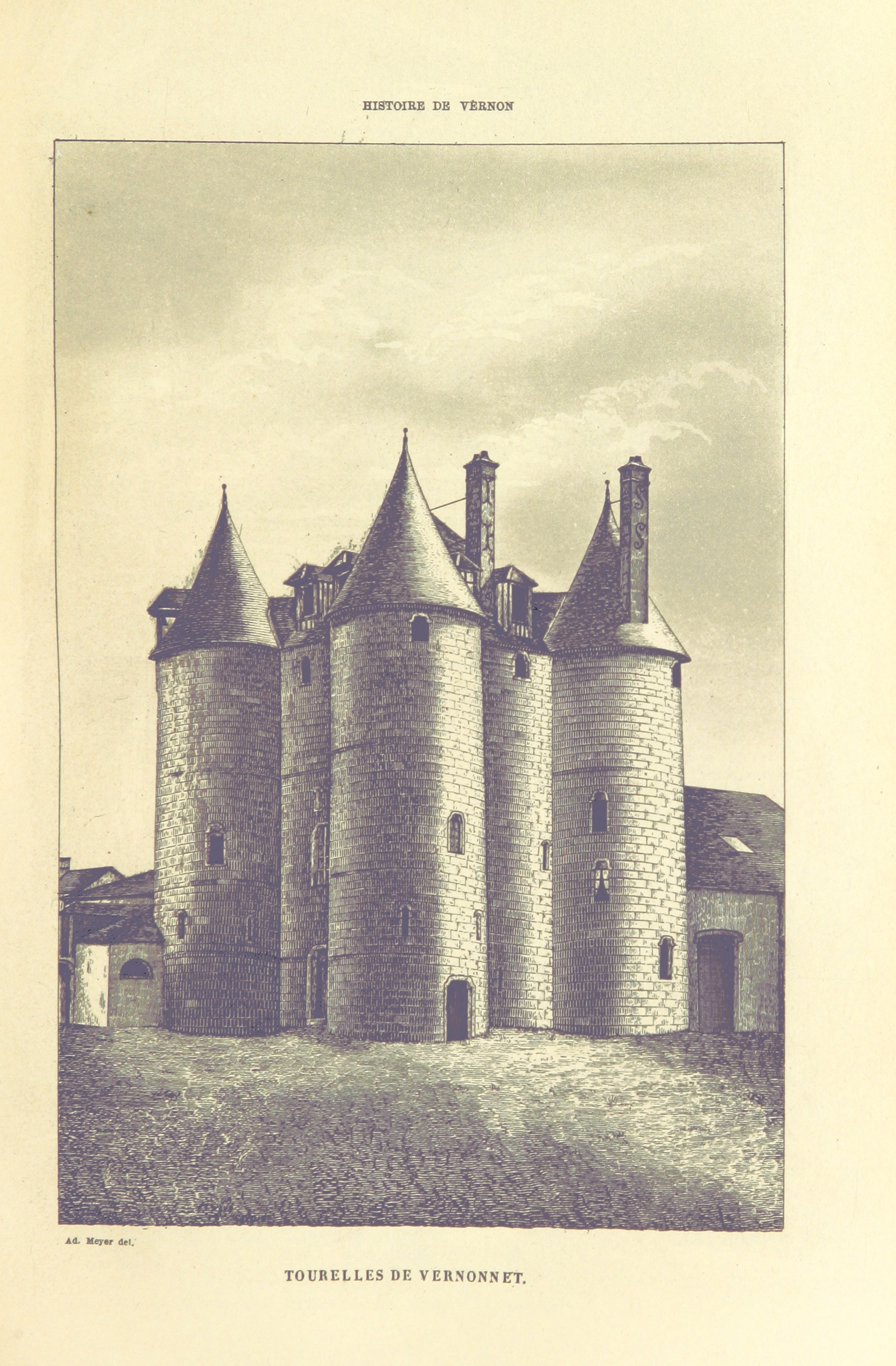
Immagine del castello tratta da Histoire de la Ville de Vernon et de son ancienne Chatellenie ... Illustrée par A. Meyer, etc.

La storia di questo edificio inizia nel 1196, dopo che Filippo Augusto si impossessò di alcune fortezze del Vexin normanno a spese di John Lackland, durante la prigionia del fratello Riccardo Cuor di Leone. Fece quindi costruire lo Château des Tourelles in sostituzione di una struttura più antica (forse costruita durante il regno del duca Enrico I Beauclerc) per rafforzare il sistema difensivo di Vernon sulla riva destra e proteggere il ponte.
La prima menzione dello Château des Tourelles compare come “torre del ponte” nel resoconto reale del 1202-1203. La guardia dell'edificio sembra essere stata affidata a un certo Maître Hugues. Durante l'Ancien Régime, rimase di proprietà della châtellenie di Vernon. 

### Restauri di Lemoyne de Bellisle
Verso la fine del 1759 e l'inizio del 1760, il castello passò dalla proprietà di Charles-Louis-Auguste Fouquet, duca di Belle-Isle e Gisors, a quella di Jean-Baptiste Lemoyne de Bellisle, intendente del duca Louis d'Orléans. Fu usata come merce di scambio per i terreni che Lemoyne de Bellisle vendette per ampliare la tenuta di Bizy.
Tra il 1760 e il 1765, Lemoyne de Bellisle realizzò un notevole restauro dell'edificio. Questo restauro è testimoniato da un'iscrizione incisa su una lapide in cima alla facciata sud-est: Restauratum anno domini 17634. Tra le modifiche apportate vi sono state:
- sulla facciata nord-est della torre è stata aggiunta una porta d'ingresso al piano terra e un'altra porta è stata aggiunta direttamente alla torretta nord a questo livello;
- una grande finestra nella facciata nord-est, sopra la porta di accesso;
- la trasformazione della torretta sud per accogliere una monumentale scala a chiocciola a servizio dei piani superiori;
- la sostituzione della copertura originale con un nuovo parapetto merlato a sostegno dell'ossatura e del tetto, che non esisteva più almeno dagli inizi del XVII secolo.

Inoltre, molte delle vecchie arcate sono state parzialmente o totalmente ostruite, o addirittura cancellate, utilizzando pietre dello stesso modulo e dimensione di quelle antiche. La maggior parte delle aperture non tamponate è stata trasformata; alcune delle arcate superstiti sono state ampliate e sormontate da falsi archivolti ispirati a quelli antichi, mentre altre sono state trasformate in finestre coperte da architravi smerlati decorati da ampie modanature con angoli arrotondati. 

### Le trasformazione e il cambio di destinazione d'uso
Nel 1765 o nel 1778, una volta completato il restauro, Lemoyne de Bellisle vendette il castello all'imprenditore molitorio Planter. L'edificio divenne quindi un mulino.
Planter trasformò la parete sud in un deposito di cereali aggiungendo piani sopra la muratura medievale. La facciata sud-ovest e le torrette adiacenti furono tagliate per far posto alle porte di collegamento che servivano i nuovi piani; inoltre, lungo le torrette sud furono creati contrafforti verticali in muratura per accogliere i muri a graticcio dell'ampliamento. A differenza di Lemoyne de Bellisle, queste modifiche non furono né delicate né sottili e stravolsero in parte l'armonia architettonica dell'edificio.
Durante la Rivoluzione, il castello fu utilizzato come prigione, poi dal 1841 al 1849 come caserma.
Nel 1854, il castello fu acquistato dall'industriale Ogerau, che trasformò l'ex mulino in una conceria. Fece demolire il magazzino del mulino e costruì passerelle lungo la torre ovest; i rinforzi in muratura con travi metalliche visibili sulla facciata sud-ovest risalgono probabilmente a quest'epoca.

### Distruzione e restauro durante la Seconda guerra mondiale

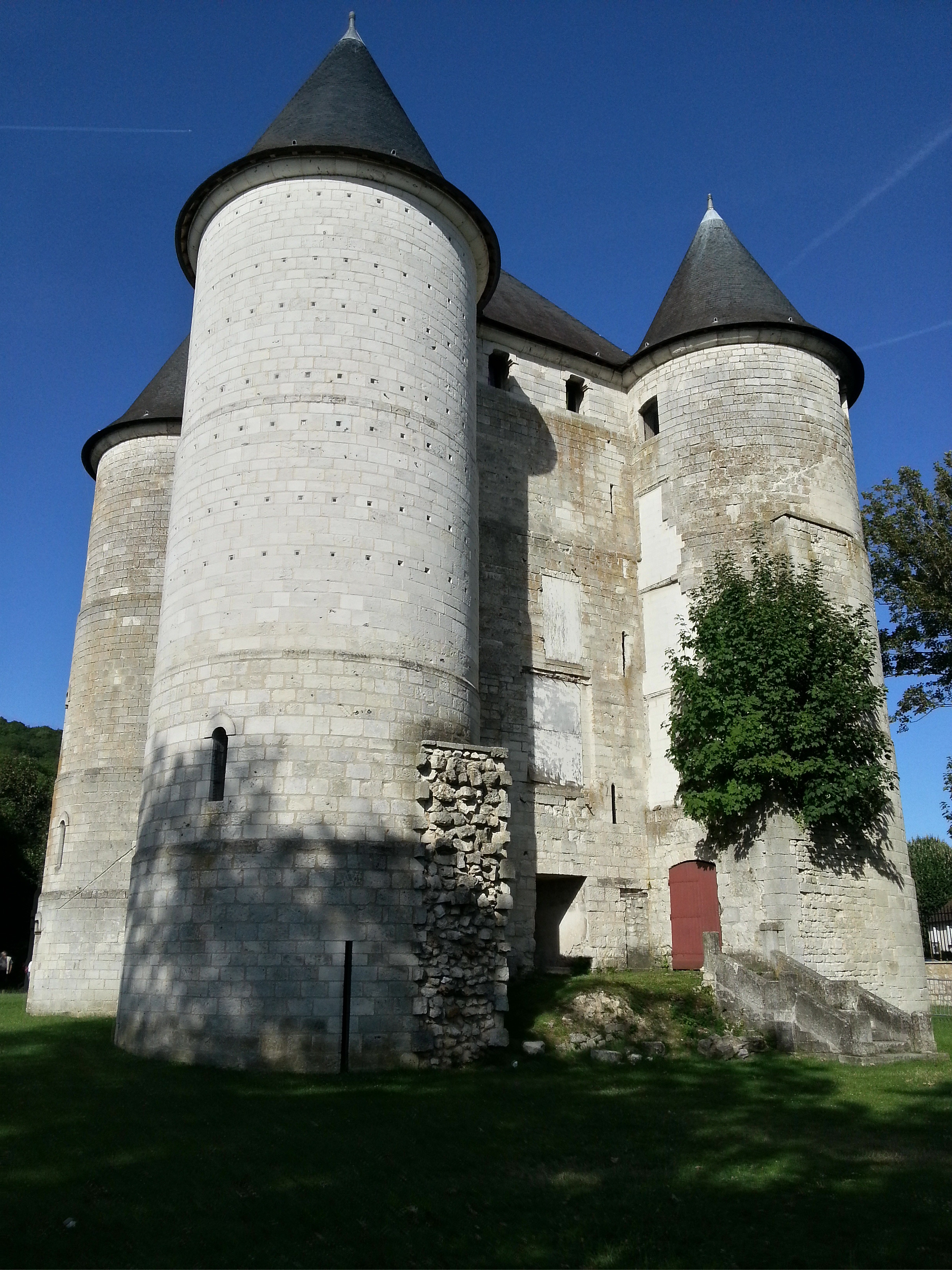
Vista della torre sud-ovest, ricostruita dopo i danni subiti durante la seconda guerra mondiale.

Durante la Seconda guerra mondiale, il castello fu distrutto: prima, nel 1940, i bombardamenti della Luftwaffe distrussero il tetto; poi, il 6 agosto 1944, una bomba alleata distrusse la torretta ovest. Questa fu ricostruita in due fasi:
- 1984: ricostruzione dei due livelli inferiori (architetto Guy Nicot, Monuments Historiques). Questa è stata realizzata in modo “finto-antico”, al punto da segnare il punto di partenza originale della parete sud del recinto con uno strappo verticale di cui non si ha certezza;
- 1997: ricostruzione dei livelli superiori (architetto dei Monuments Historiques Bruno Decaris). Questa è stata realizzata senza ripristinare le aperture, ma inserendo piccole aperture quadrate in plexiglas tra le pietre della parte superiore. Le passerelle della facciata sud-ovest sono state rimosse in seguito al bombardamento del 1944, lasciando spalancate le aperture sia sulla facciata che sul lato della torretta; tali aperture sono state poi temporaneamente occultate fino alla campagna di restauro, conclusasi nel settembre 2019.

## Architettura
Il castello si erge parallelamente al ponte che comandava, sul lato nord-occidentale, anziché attraversarlo. In origine era costituito da un mastio quadrato fiancheggiato da quattro torrette cilindriche, con un coronamento merlato a terrazze, e da una costruzione quadrata sul lato sud del mastio, rivolta verso la città, con due torrette a mensola sul lato della Senna. Il tutto era circondato da mura di cinta e da un fossato.
L'edificio è a pianta quadrata, con lati lunghi 10,50 metri. Gli angoli sono fiancheggiati da quattro torrette circolari di 6,3 m di diametro e 14 m di altezza. I muri di queste torrette hanno uno spessore compreso tra 1,10 m e 1,80 m. L'intera struttura è costruita in pietra calcarea regolare di Vernon.
L'edificio si sviluppa su tre livelli: il piano terra, il primo piano e il sottotetto con il suo passaggio coperto. Questi livelli sono serviti da una scala a chiocciola nell'angolo meridionale, il cui vano si estende leggermente oltre il volume interno delle stanze. 

### Il piano terra

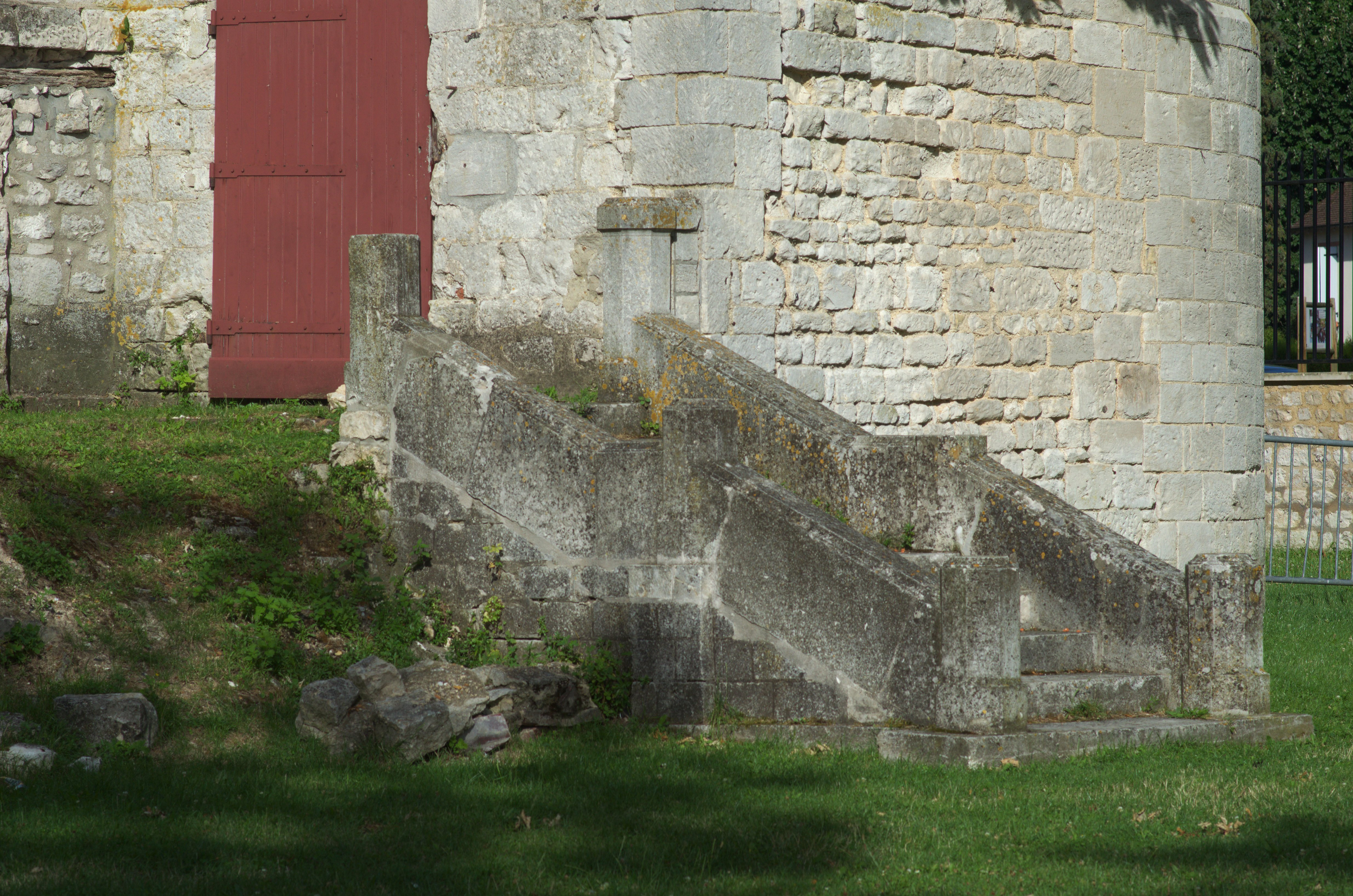
Scala esteriore del castello.

Il corridoio che un tempo conduceva alla torretta sud dà accesso anche alla scala a chiocciola originale. La scala a chiocciola è coperta da una volta a botte elicoidale ed è illuminata da feritoie strombate, coperte da archi a tutto sesto, che si estendono verso l'esterno. Al piano terra, si apre su un piccolo corridoio di accesso che poteva essere chiuso da una porta per isolare l'ambiente, dimostrando che poteva essere utilizzato come prigione.
Da qui, il corridoio perpendicolare a volta della torretta sud, con un arco, conduce alla stanza del piano terra. Questa era coperta da un pavimento a sette travetti che scorreva su cornici a mensola su due lati. Davanti al camino c'era un'apertura larga 2,50 m, delimitata da una testata sostenuta da due travetti bastardi. La stanza era originariamente illuminata da una grande fessura di luce naturale su ciascun lato, situata all'estremità di un alto e spazioso soffitto strombato con un arco a sesto acuto. Le strombature a nord-ovest e a sud-est sono sopravvissute, ma oggi rimane solo la feritoia a nord, forata nel XVIII secolo.
Dall'atrio si accede alle torrette attraverso corridoi a volta: come per i livelli superiori, quelli a nord hanno archi singoli strombati con volte a botte, mentre quelli a sud, con pareti più sottili, avevano ciascuno solo quattro archi.
Infine, è interessante notare che l'attuale pavimento interno, a livello del pavimento esterno settentrionale, è più alto di circa 90 cm rispetto al pavimento originale. Indubbiamente costruito per far fronte alle inondazioni della Senna, questo innalzamento ha ridotto l'altezza delle aperture, costringendo il visitatore a piegarsi per accedere al corridoio delle scale.

### Il primo piano

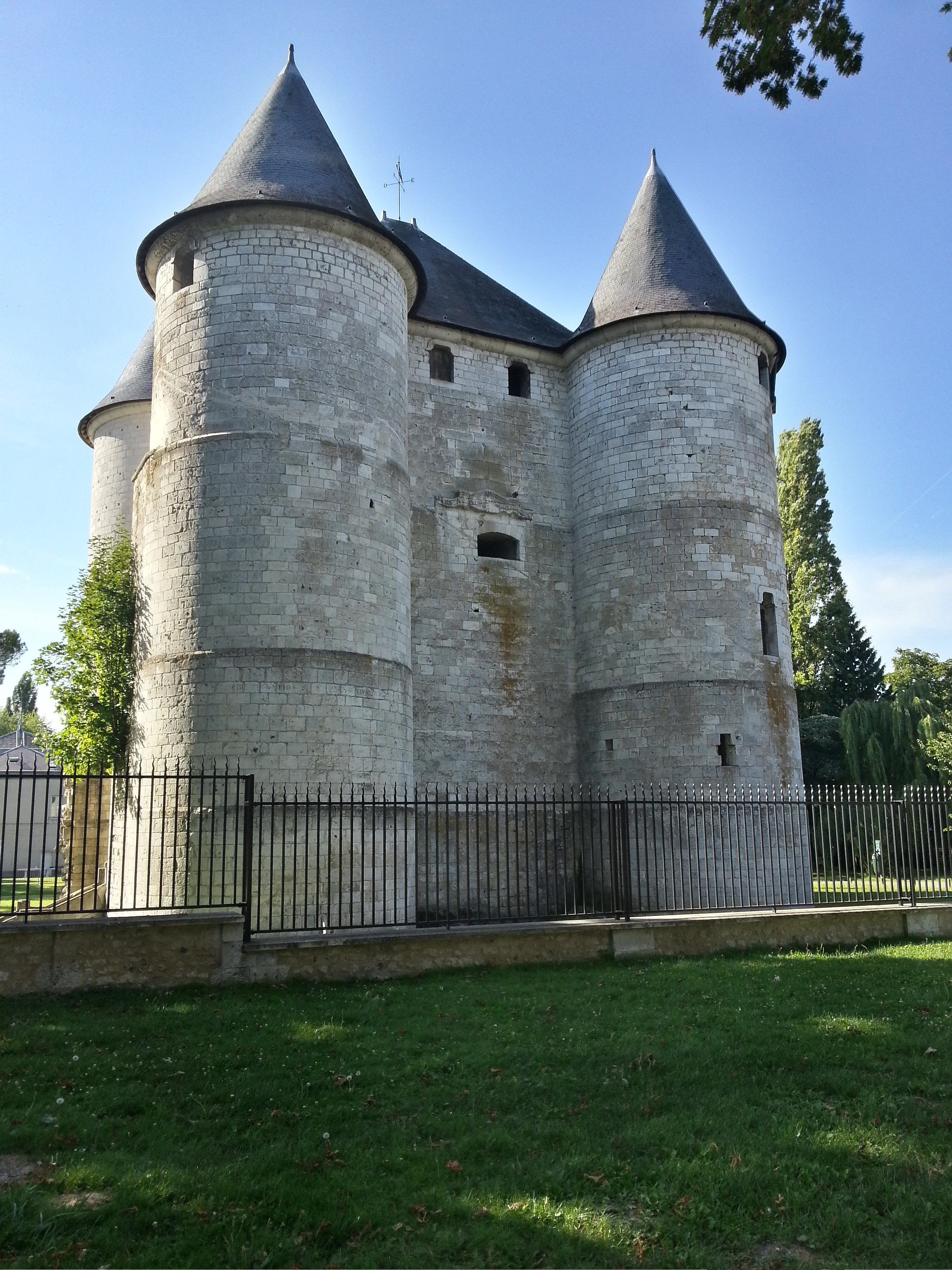
La facciata sud-est.

La porta originaria della torre si trovava probabilmente al primo piano, sul lato sud-ovest. Sormontata da un solido timpano semicircolare, era inserita in una cornice rettangolare dove era stato costruito il ponte levatoio. Infatti, sopra la porta di sinistra, è ancora visibile una pietra che sembra segnare l'uscita dello scivolo in cui scorreva la catena che serviva a sollevare il ponte levatoio.
Da questa porta si accede alla stanza del primo piano, detta “sala superiore”. Questa forma un quadrato alto 5,80 m, sormontato da una volta a costoloni che si eleva fino a 8,20 m con una chiave piatta scolpita e decorata con foglie di vite e grappoli d'uva; i costoloni ricadono su basi di lampade scolpite con fogliame e teste umane. Vicino alla parete nord-ovest, questa stanza aveva un grande camino monumentale, di cui rimane solo una parte del controcuore originale. All'epoca del mulino Planter, la stanza era suddivisa in due livelli da un piano intermedio.
L'illuminazione era assicurata da finestre inserite in strette nicchie, alte 5,10 m e coperte da volte a botte a sesto acuto. Durante i lavori di restauro del 1760-1765, le volte delle nicchie furono tagliate per far posto ai tetti ricoperti di aiuole vestite. Nel XVIII secolo, nella nicchia di nord-est fu aperta una grande e alta finestra rettangolare sormontata da una fessura per la luce diurna, mentre l'apertura nella nicchia di sud-est fu accuratamente sostituita da una muratura continua e da un pozzo di finestra forato nella parte superiore di questa nicchia.
Nelle due torrette del lato nord, corridoi con volte a crociera e piccole scale davano accesso ai due livelli sovrapposti del mezzanino superiore e inferiore; solo il mezzanino superiore era a cupola. Ognuno di questi due sottolivelli aveva cinque arcate sfalsate da un piano all'altro. Tra il 1760 e il momento dell'abbandono della torre, gli interni delle piccole stanze delle torri subirono notevoli modifiche, in parte legate alla conversione di Lemoyne de Bellisle ad uso abitativo (assottigliamento delle pareti per creare superfici piane, armadi o lavandini nelle arcate).
Nelle due torrette del lato sud (verso la Senna), la disposizione era molto diversa, anche se è difficile ricostruirla con certezza. Le pareti delle torrette erano molto più sottili e c'erano meno arcate. Nella torre ovest, il primo piano era a filo della sala e un corridoio conduceva dalla torretta a una latrina nella parete sud-ovest, accessibile nel XXI secolo attraverso il corridoio d'ingresso: la fossa della latrina esiste ancora al piano terra, ora una semplice nicchia laterale nel corridoio d'accesso sud della torre, scavata nel XIX secolo.

### La sommità
La scala a chiocciola conduce direttamente al camminamento di ronda, completamente ricostruito nel 1760-1765. Questo piano è costituito da una piattaforma costruita sull'estradosso della volta del primo piano e incorniciata dalle quattro torrette. In origine era coperto da un'intelaiatura del tetto. Nel 1377 questa fu completamente smontata e poi rimontata per costruire un bastione difensivo periferico, di cui oggi non rimane traccia. L'intonaco che ricopre l'estradosso della volta fu poi completamente rifatto.
Nel XVII secolo, la copertura, l'intelaiatura e il tetto erano scomparsi. Sull'architettura di questo piano in quest'epoca ci sono pareri discordanti: Chastillon parla di un copriferro che circonda un padiglione incassato, mentre Duviert parla di un copriferro piatto a terrazze, incorniciato da un alto parapetto traforato da merli.

## Protezione
Il castello è stato classificato come monumento storico dal 12 gennaio 19456.
È anche incluso in un logo dei siti naturali francesi, Site inscrit (1943).

## Cultura
Il castello è stato il scenario del film Les grandes vacances con Louis de Funès.